# Die Zeit der Kraniche
Die Zeit der Kraniche ist ein deutsches Spielfilmdrama des Regisseurs Josh Broecker. In dem 2010 erstmals ausgestrahlten Film findet die zwölfjährige Lea ein ausgesetztes Baby. Das weckt bei ihr Erinnerungen: Sie wurde ebenfalls von ihrer Mutter im Stich gelassen. Häufig wird der Film auch nur Zeit der Kraniche genannt.

## Handlung
Die 12-jährige Lea lebt in der ländlichen Abgeschiedenheit der Havelniederung mit ihrem Vater, der sich gegen die wirtschaftlichen Interessen der Anwohner stark im Umweltschutz engagiert. Sie finden bei einer Kranichbeobachtung ein ausgesetztes neugeborenes Baby im Wald. Das Kind überlebt. Später trifft Lea auf die Mutter, die polizeilich gesucht wird. Während der gesamten Handlung leidet Lea unter dem seelischen Konflikt, dass ihre eigene Mutter, die – wie ihr erzählt wurde – bei einem Verkehrsunfall starb, als sie noch ein Baby war, sie nicht als Kind angenommen und geliebt habe.
Während draußen ein Sturm tobt, kommt es zu einer Aussprache mit dem Vater, der ihr gesteht, dass Leas Mutter sich das Leben genommen hatte. Auch die Mutter des Babys ist im Hause von Lea und ihrem Vater. Während das Haus im Erdgeschoss durch das Unwetter überflutet wird, kommt es im Dachgeschoss zu einer für alle versöhnlichen Aussprache: Die Frau will sich der Polizei stellen und das Kind aufziehen. Lea hört, scheinbar schlafend, die Aussagen ihres Vaters, der das gemeinsame Schicksal akzeptiert hat und das Beste daraus zu machen versucht, Leas innerer Konflikt löst sich und sie nimmt ihre wirkliche Familiengeschichte als ihr Schicksal an.

## Kritiken
„Josh Broecker inszeniert diese Gemengelage [aus oft gebrauchten Themen] wie einen Fotokalender vom Naturschutzbund, einen Tick zu romantisch und impressionistisch wirken die Bilder […]. Bernd Schir spielt anrührend, muss sich aber optisch zuweilen ins Bild setzen lassen wie ein Model aus dem ‚Lands End‘-Katalog. Floriane Daniel gibt mit Verve die Mütterliche und ist so für den Zuschauer sofort als die Richtige zu dechiffrieren, die Vater Lutz aus der seelischen Abgeschiedenheit holen kann. Die zwölfjährige Stella Kunkat spielt die Lea sehr talentiert, ist aber verständlicherweise auch überfordert, wenn sie die altklugen Dialogsätze mit kindlichem Leben füllen soll. Eine Ausnahmeerscheinung ist Manfred Zapatka als verständnisvoller Kommissar, der optisch als Einziger so überhaupt nicht in diese Gegend zu passen scheint, sie aber mit liebevoller Glaubwürdigkeit als Heimat bezeichnet.“